# سیمئون نوانکو
سیمئون «سیمی» توچوکوو نوانکو (انگلیسی: Simeon "Simy" Tochukwu Nwankwo؛ زادهٔ ۷ مهٔ ۱۹۹۲) بازیکن فوتبال اهل نیجریه است.
از باشگاه‌هایی که در آن بازی کرده‌است می‌توان به پورتیموننزه، ژیل ویسنته، و کروتونه اشاره کرد.